# سرخس الجرف الأندرسوني
سرخس الجرف الأندرسوني (الاسم العلمي: Woodsia andersonii) هي نوع من السراخس يتبع جنس السرخس الجرف من فصيلة السراخس الجرف.